# Jordan Neuman
Jordan Neuman (* 23. August 1983 in Fort Worth) ist ein ehemaliger US-amerikanischer American-Football-Spieler und jetziger -trainer. Er verbrachte den Großteil seiner Karriere nach Abschluss der Universität – sowohl als Spieler wie als Trainer – beim mehrfachen deutschen Meister Schwäbisch Hall Unicorns, bevor er nach dem Sieg seiner Mannschaft im German Bowl XLIII zu Stuttgart Surge in der European League of Football wechselte.

## Laufbahn
Neuman spielte als Schüler American Football an der Western Hills High School in seiner Heimatstadt Fort Worth. Von 2001 bis 2004 war er Quarterback der Mannschaft der McMurry University (dritte NCAA-Division) im US-Bundesstaat Texas. 2005 ging er nach Deutschland und spielte für die Schwäbisch Hall Unicorns. Gleichzeitig brachte er sich in die Jugendarbeit des Vereins ein und war zudem Spielertrainer der Baseballmannschaft der Schwäbisch Hall Renegades. Nach der Saison 2008 beendete er seine Leistungssportkarriere in Schwäbisch Hall und verlegte sich vollkommen auf seine Traineraufgaben. 2009 und 2010 koordinierte Neuman als Mitglied des Trainerstabs das Angriffsspiel der Schwäbisch Hall Unicorns, von 2011 bis 2013 war er in derselben Funktion für die Vienna Vikings tätig. Mit den Wienern gewann er zweimal die österreichische Meisterschaft sowie den Eurobowl.
Zur Saison 2014 kehrte er zu den Schwäbisch Hall Unicorns zurück, arbeitete wieder als Offensivkoordinator und gleichzeitig im Nachwuchsbereich. Er wurde der erste hauptamtliche Footballtrainer des Vereins. Zusätzlich stieß er 2014 zum Trainerstab der deutschen Herrennationalmannschaft und übernahm dort die Betreuung der Spieler auf der Quarterback-Position, auch bei der Europameisterschaft 2014, als die Deutschen Gold gewannen. Im März 2021 wurde er nebenberuflich hauptverantwortlicher Bundestrainer. Im Oktober 2016 wurde Neuman als Nachfolger von Siegfried Gehrke neuer Cheftrainer Schwäbisch Halls. Neuman, dessen Frau aus Schwäbisch Hall kommt, führte die Mannschaft 2017 und 2018 zum Gewinn der deutschen Meisterschaft, nachdem die „Einhörner“ in den vorangegangenen drei Jahren jeweils Zweiter geworden waren. 2019 und 2021 wurde er mit der Mannschaft Zweiter der deutschen Meisterschaft. Dagegen gelang Neuman mit den Unicorns 2021 erstmals ein internationaler Erfolg mit dem Sieg in der Central European Football League (CEFL). Neben seiner Aufgabe als Cheftrainer der Schwäbisch Hall Unicorns übernahm Neuman auch die Leitung der Nachwuchsakademie des Vereins.
Von seinem Amtsantritt bis zum German Bowl XLI im Jahr 2019 gelang seiner Mannschaft in der German Football League (Hauptrunde und Playoffs) eine Siegesserie von 50 Siegen in Folge. Diese Serie war länger als die des THW Kiel in der Handball-Bundesliga (40 Siege 2011 bis 2013) und des FC Bayern München in der Fußball-Bundesliga (19 Siege 2013 und 2014). 2022 führte Neuman Schwäbisch Hall zum ersten Mal seit 2018 zum Gewinn der deutschen Meisterschaft und verteidigte den Meisterschaftstitel in der CEFL.
Im Oktober 2022 wechselte Neuman zur Stuttgart Surge in die European League of Football. Nach insgesamt 82 aufeinanderfolgenden Siegen (77 in der GFL mit Schwäbisch Hall, 5 in der ELF mit Stuttgart) verlor Neuman am 7. Spieltag 2023 gegen die Helvetic Guards sein erstes Spiel einer regulären Saison als Head Coach.